# Jules Martin
Jules Martin (Vevey, 27 februari 1824 - Genève, 21 mei 1875) was een Zwitsers advocaat en politicus voor de linkse radicalen uit het kanton Vaud.

## Biografie

### Jurist
Jules Martin studeerde tussen 1842 en 1845 rechten in Lausanne en werd in 1849 advocaat. Van 1854 tot 1872 was hij plaatsvervangend rechter in het Bondshooggerechtshof van Zwitserland.

### Politicus
Op politiek vlak behoorde Martin tot de strekking van de linkse radicalen en was hij tussen 1849 en 1860 lid van de Grote Raad van Vaud, waarvan hij voorzitter zou zijn in 1850, van 1852 tot 1853, in 1855, en in 1857. Ook of het federale niveau was hij actief. Van 1 december 1851 tot 1 mei 1852 zetelde hij immers in de Kantonsraad. Bij de parlementsverkiezingen van 1854 geraakte hij verkozen in de Nationale Raad. Hij zou in die functie worden herverkozen bij de parlementsverkiezingen van 1857. In het jaar 1856 was hij van 7 juli tot 27 september voorzitter van de Nationale Raad. Bij de parlementsverkiezingen van 1860 werd hij niet herverkozen.

## Trivia
- In het Zwitserse leger was hij majoor bij de infanterie.
- Hij was lid van het bestuurscomité van het Zwitsers Handels- en Industrieverbond.